# Tiësto
Tiësto, nom de scène de Tijs Michiel Verwest (né le 17 janvier 1969 à Bréda), est un DJ, compositeur et producteur néerlandais. Il est considéré comme une grande figure de la musique électronique, aux côtés notamment de Paul van Dyk, Calvin Harris, Hardwell, David Guetta et Armin van Buuren ; DJ Magazine le classe « plus grand DJ de tous les temps » et Mixmag meilleur DJ du monde.
Verwest commence à travailler en 1994 comme vendeur dans un magasin de disques à Rotterdam, puis devient disc jockey lors de son temps libre. Avec sa réorchestration du titre Silence de l'artiste Delerium en 2000, sa carrière est lancée. Étant dans les années 1990 assimilé au courant trance, il change progressivement de style et, depuis 2010, ses titres sont plus tournés vers l'EDM. Il participe à la cérémonie d'ouverture des Jeux olympiques d'Athènes en 2004 et anime la ville de Pékin durant ceux de 2008. Pendant l'Euro 2012, il donne plusieurs concerts en Pologne et en Ukraine, à la demande du comité d'organisation. Il présente depuis 2007 son podcast hebdomadaire, Club Life, un set musical d'une durée de deux heures. En 2015, il est récompensé pour sa réorchestration du titre All of Me de l'artiste américain John Legend lors de la 57e cérémonie des Grammy Awards.
Verwest est également connu pour sa philanthropie, reversant une partie de ses revenus à des ONG promouvant divers programmes éducatifs ou médicaux. Selon un classement paru en 2017, il est l'artiste ayant parcouru le plus de kilomètres au cours de ses tournées et apparitions lors de festivals avec 2 505 953 kilomètres.

## Biographie

### Jeunesse et débuts
Tiësto est né à Bréda, dans le sud-ouest des Pays-Bas, le 17 janvier 1969. Il est élevé par sa mère, avec son frère et sa sœur. À l'âge de douze ans, il commence à s'intéresser à la musique. Deux ans plus tard, il décide de consacrer plus de temps à la musique et mixe dans des fêtes d'école. Il commence à jouer dans de petits clubs, notamment The Spock de Bréda où, chaque week-end, il est libre de jouer ce qu'il veut de 22 h à 4 h du matin[réf. nécessaire]. Poussé par un de ses amis et futur compositeur Wilfrid entre 1985 et 1994, il joue dans des clubs aux Pays-Bas où il pratique la new beat et la acid house[réf. nécessaire].
En 1994, Tiësto commence alors à produire des morceaux hardcore et gabber avec le sous-label de Chemo and Coolman Noculan Records sous le pseudonyme de Da Joker et DJ Limited. Plus tard, il est découvert par un producteur de Rotterdam responsable du label Basic Beat Recordings. Lors de cette même année, il signe avec le label. Il rencontre notamment son futur associé Arny Bink, avec qui il crée le label Black Hole Recordings. Au sein de ce label, ils créent ensemble deux sous-labels, Trashcan et Guardian Angel (label de la première compilation de Tiësto) Forbiden Paradise. Entre 1995 et 1996, il produit quatre compilations sur les sous-labels de Lightning Records, Bonzai Jumps et XTC. En 1997, il rejoint son ami Yves Vandichel sur son sous-label. C'est à cette époque qu'il réorchestre Insomnia de Faithless qui remporte un grand succès dans le monde. Mais les technologies et les attentes du public évoluant au milieu des années 1990, il s'oriente vers la production de trance. En 1997, Arny Bink et lui décident de fonder le label Black Hole Recordings, ce qui sonnera la fin de Trashcan et de Gardian Angel qui continue jusqu'en 2002. Le style de Tiësto apparaît peu à peu avec des productions telles que The Tube en 1998 ou encore Sparkles et Them from Norefjell en 1999. Il déclara plus tard dans une interview que, avec les premières grandes entrées financières qu'il eut, il acheta une maison à ses parents.
En 1998, Tiësto sort la compilation Magik et il crée les sous-labels In Trance We Trust et Songbird. Entre 1999 et 2000, la série In Search of Sunrise est produite sur le sous-label Songbird. En 1999, il se joint au DJ compositeur néerlandais Ferry Corsten pour créer un projet trance sous le nom de Gouryella. Il collabore aussi avec Benno De Goeij (en) pour former le duo Kamaya Painters. Ensemble, ils sortent plusieurs vinyles 12" dont Endless Wave / Northern Spirit / Outstream en 1998, Far From Over / Cryptomnesia / Soft Light en 1999 et Wasteland / Summerbreeze en 2000. En novembre 1999, il devient DJ résident au Gatecrasher de Sheffield, Amsterdam, et mixe pendant près de 12 heures. C'est le 12 décembre 1999 dans le cadre du Concert Innercity donné au RAI Amsterdam que Tiësto fait sa première grande scène. Ce concert change par la suite sa façon de voir la musique et de la présenter sur scène. Le 31 décembre 1999 à Eindhoven, il participe pour la première fois à la Trance Energy.
En 2000, Tiësto décide de s'occuper de sa carrière et arrête sa collaboration avec Ferry Corsten. Il sort la première compilation Summerbreeze et la série In Trance We Trust en mêlant des artistes tels que Armin van Buuren, Johan Gielen et Ferry Corsten. Summerbreeze contient notamment la réorchestration de Delirium - Silence qui arrive en troisième place du classement américain Billboard. Cette même année, il sort sa compilation In Search of Sunrise 2 et crée un nouveau sous-label Magik Musik sur lequel figurent Filterheadz, Oliver Lieb, Mark Norman, Mojado, Phynn et Jes Brieden. Le label sort son premier titre phare Flight 643. Tiësto donne son premier concert, Tiësto Solo.

### In My Memory(2001–2004)

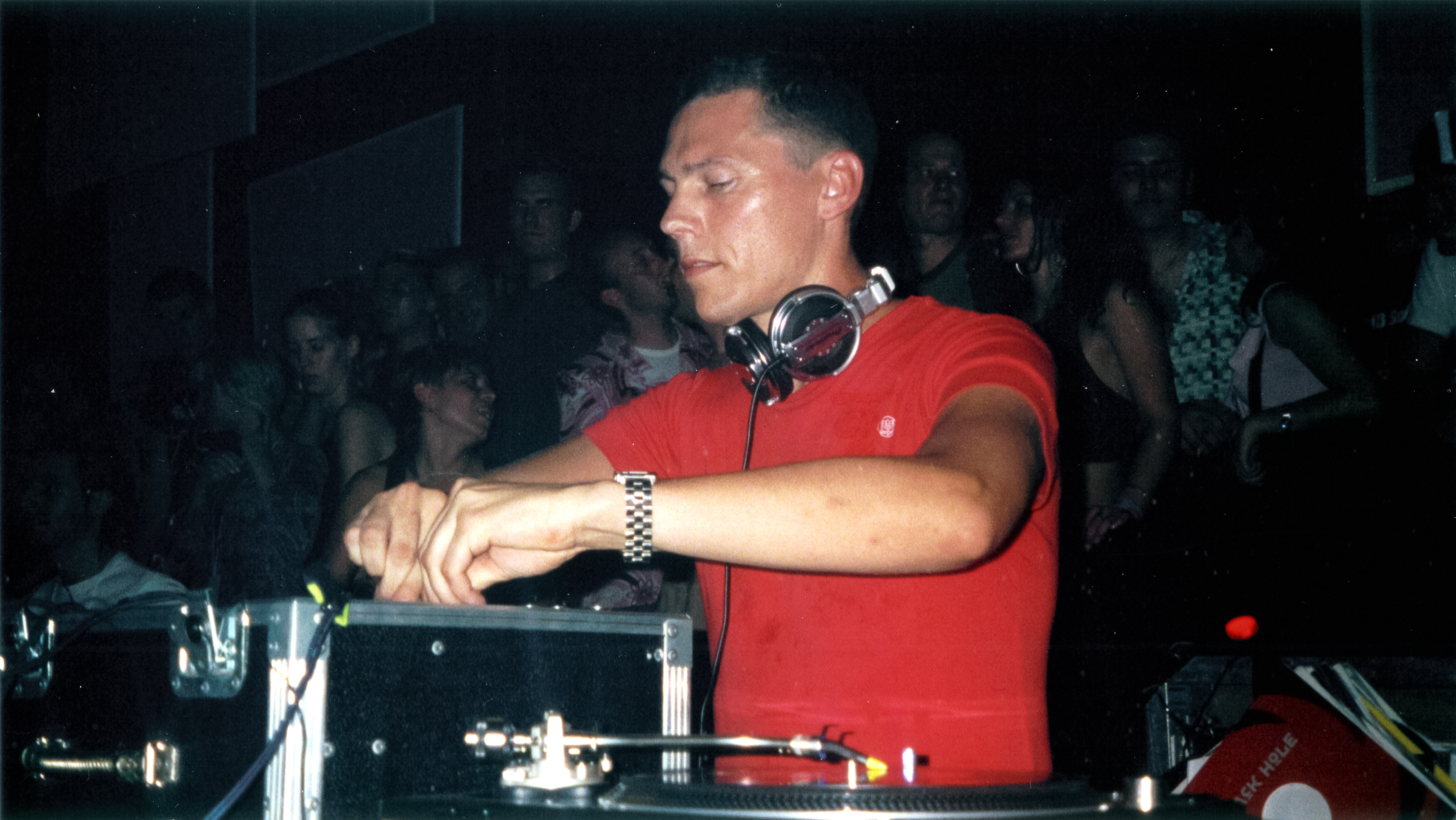
Tiësto en 2003.

En 2001, Tiësto fait paraître son premier album studio solo intitulé In My Memory contenant dix titres dont Lethal Industry, Flight 643 et Suburban Train. Il réorchestre la chanson de Delerium feat. Sarah McLachlan : Silence. Cette même année, Tiësto crée un nouveau sous-label, Magik Muzik. Les premières sorties ont eu lieu en 2001, avec l’anthem Flight 643 et l'album In My Memory. Par la suite, d'autres artistes sont signés sur le label. Parmi ceux-ci, on trouve Umek, Mark Norman, ou encore M. Sam vs. Fred Baker. En 2002, la Black Hole Recordings britannique voit le jour, un label conjoint.
En 2003, Tiësto joue devant 25 000 personnes au Gelredome de Arnhem aux Pays-Bas et mixe pendant 8 heures. Un an plus tard, en 2004, il organise à nouveau « Tiësto in concert », en proposant cette fois-ci deux éditions : aux Pays-Bas, toujours à Arnhem au Gelredome entre le 28 et le 30 octobre et en Belgique à l'Ethias Arena de Hasselt : cette fois-ci, il joue devant 75 000 personnes, et la totalité des places est vendue plusieurs semaines à l'avance. Il s'ensuit une tournée mondiale de près de deux ans passant par les cinq continents. Ces événements sont enregistrés dans deux DVD.[réf. nécessaire]

### Just Be(2004–2007)

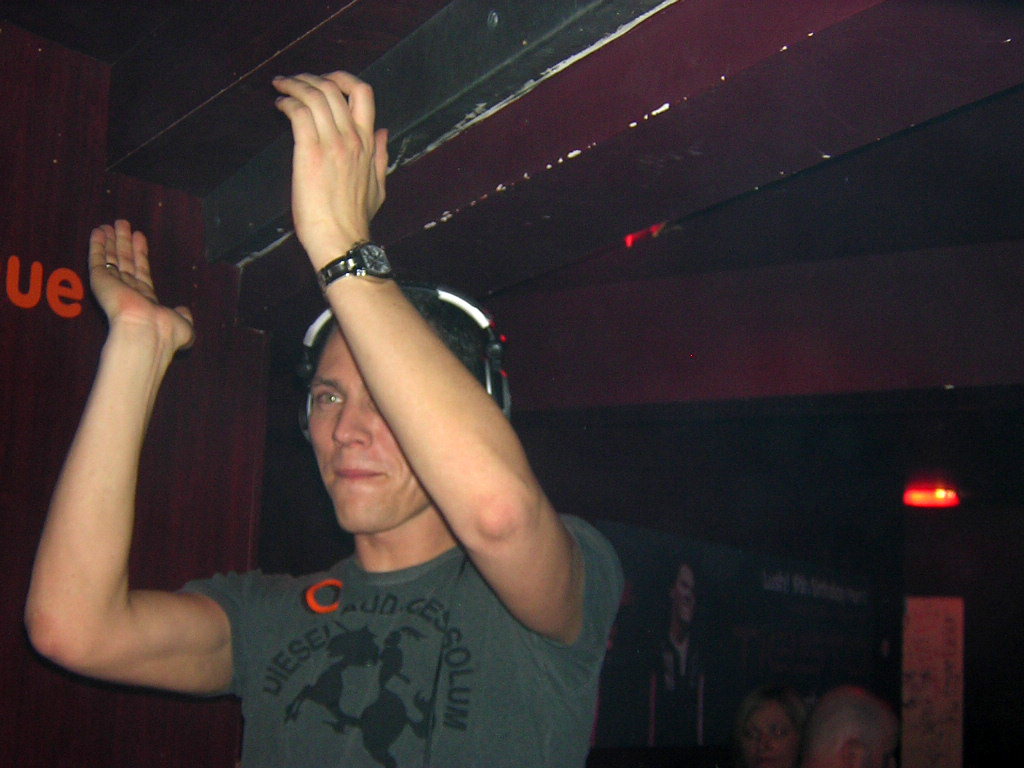
Tiësto au Lush! de Portrush, en Irlande du Nord, le 5 mars 2005.

En 2004, juste après la sortie de son second album Just Be, Tiësto participe à l'ouverture des Jeux Olympiques d'Athènes. Les morceaux joués lors de cette cérémonie sont rassemblés et mixés dans un CD appelé Parade of the Athletes. Au second semestre 2004, Tiësto fait une tournée en Amérique latine dans le cadre de la sortie de sa compilation In Search of Sunrise 3: Panama, avec des concerts au Brésil, en Argentine, au Chili, au Panama, au Pérou, au Costa Rica, en Uruguay, au Paraguay, en Équateur et en Colombie. À la fin de cette tournée, In Search of Sunrise 4: Latin America sort en 2005 avec pour la première fois dans la série un second album.
En 2005, il fait paraître Perfect Remixes Vol. 3 sous le label Warlock Records rassemblant des morceaux créés au début de sa carrière. Dans le cadre de la tournée In Concert II, il se produit le 15 avril 2005 en France au parc d'attraction de Marne-la-Vallée Disneyland Paris pour l'inauguration de l'attraction Space Mountain : Mission 2[réf. nécessaire]. Le 20 août 2005, Verwest amène Tiësto in Concert aux États-Unis et joue devant 16 000 personnes à la Los Angeles Memorial Sports Arena aux côtés de danseurs du Cirque du Soleil.
En 2006, Tiësto fait paraître In Search of Sunrise 5: Los Angeles, et joue dans le grand festival dance, la Sensation White. In Search of Sunrise 5 est le support d'une nouvelle tournée mondiale. Quelques années plus tard, en avril 2007, il commence son émission radio, Tiësto's Club Life, sur Radio 538. Son nouvel album Elements of Life, qui contient le sigle Break My Fall, sort plus tard dans l'année. Il se classe en tête des classements néerlandais et du Billboard, ce qui lui permet d'être nommé aux Grammy Awards[réf. nécessaire]. Une tournée mondiale homonyme commence avec près de 100 dates. La tournée In Concert II se termine le 1er janvier 2006 par un concert à Las Vegas. Le 18 octobre 2006, il se produit pour la première fois dans la capitale française dans le club parisien Le Queen.

### Elements of Life(2007–2009)

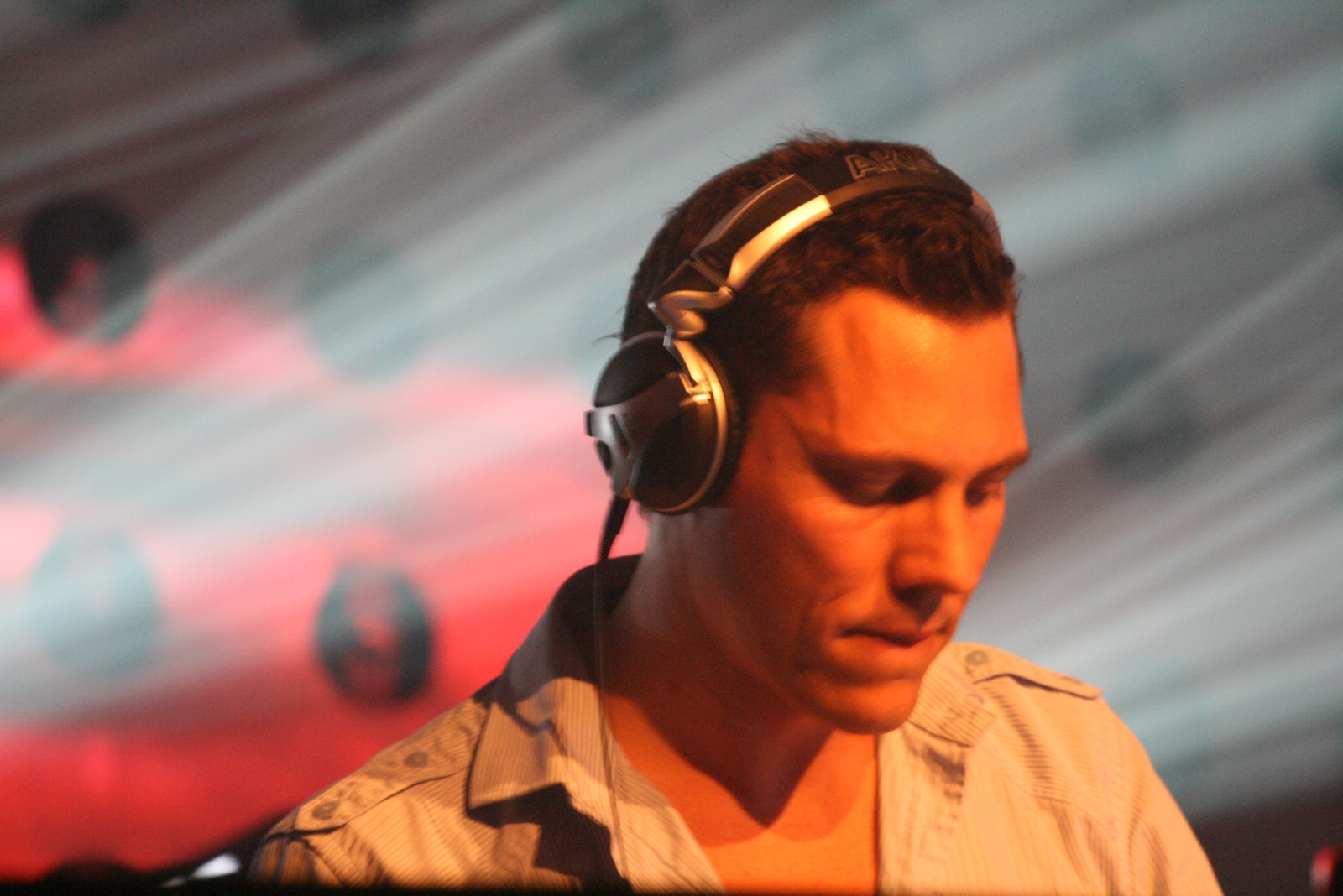
Tiësto durant son Elements of Life World Tour à Amsterdam, le 16 mars 2007.

2007 est l'année de la tournée mondiale Elements of Life, qui regroupe près de 75 concerts[réf. nécessaire], dont un à l'Ethias Arena de Hasselt en mai et en juin 2007 au Gelredome de Arnhem. Cette tournée est suivie d'un DVD, Elements of Life Copenhagen. En 2007, Tiësto est disc jockey no 2 du classement Top 100 DJ effectué par le magazine anglais DJ Mag, derrière son compatriote Armin van Buuren. De là naîtra l'expression : « Armin van Buuren est le meilleur DJ du monde car Tiësto vient d'une autre planète. ». Il est aussi depuis sept ans DJ no 1 sur la DJList.
En 2008, il est à nouveau tête d'affiche de la Trance Energy et, le 10 juin 2008, il sort la compilation In Search of Sunrise : Asia. En juin, il commence une résidence au club Privilege d'Ibiza où il joue chaque lundi jusqu'au 22 septembre 2008. Il se produit également au Stade de France lors de la soirée Unighted by Cathy Guetta le samedi 5 juillet 2008 devant 45 000 personnes[réf. nécessaire]. Le 8 août, il est le premier DJ à jouer dans la salle de Londres la O2 Arena. Tiësto participe également aux Jeux olympiques 2008 de Pékin en association avec Coca-Cola.

### Kaleidoscope(2009–2010)

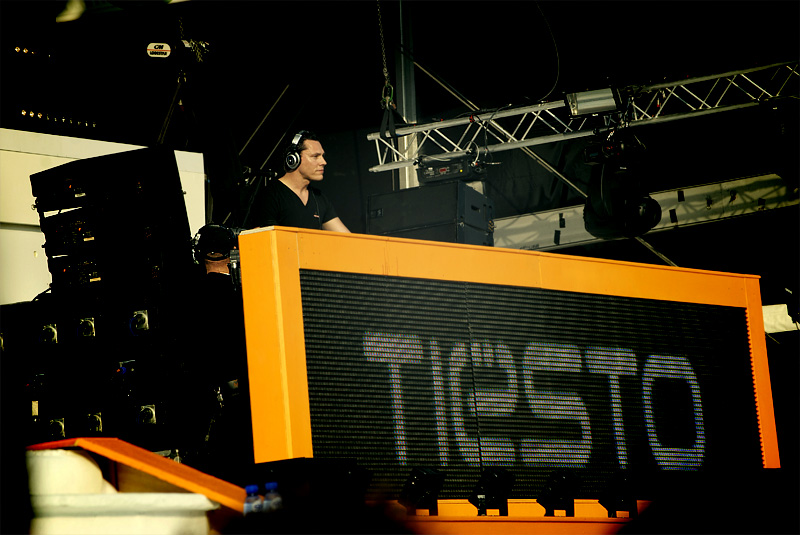
Tiësto durant un concert, le 1er mai 2009.

En 2009, Tiësto revient au club Privilege du 8 juin au 21 septembre toujours chaque lundi. Lors de cette session, il diffuse des chansons de sa compilation. Le 17 juillet, il lance un nouveau site pour ses fans : In The Booth. Le 31 juillet, il joue devant 25 000 personnes au Parc Victoria de Londres. Il vend ses parts de sa maison de disques Black Hole Recordings à Arny Bink, et crée son propre label intitulé Musical Freedom. Ses productions deviennent moins trance et davantage house. Ses réorchestrations restent néanmoins de musique trance. Le 24 septembre 2009 à New York au Hammerstein Ballroom, Tiësto commence sa tournée mondiale Kaleidoscope, qui se déroule sur près de 18 mois et 175 dates. Le 6 octobre, il sort son album Kaleidoscope.
Il quitte son label et crée Musical Freedom. En 2010, il annonce la sortie de la compilation Club Life Las Vegas vol. 1, qui sort le 4 avril 2011. En 2010, Tiësto réorchestre le titre français C'est dans l'air de Mylène Farmer[réf. nécessaire]. Il réorchestre la même année les titres Resistance, du groupe de rock anglais Muse, Shot In The Back of the Head de l'Américain Moby et Tweak My Nipple de Faithless[réf. nécessaire]. Il produit aussi le titre Feel It de Three 6 Mafia avec le rappeur Flo Rida et Sean Kingston. Le 16 mars 2010, il sort un best of intitulé Magikal Journey: The Hits Collection 1998-2008 proposé sous le format d'un double CD, et le 31 août 2010, l'album de réorchestration de Kaleidoscope. Le 7 août 2010, Tiësto est en France à la soirée Unighted by Cathy Guetta, pour la première fois à Nice et, le jeudi 23 septembre, au Queen Club à Paris. Le 21 août 2010, Tiësto joue sur la Place Rouge à Moscou dans le cadre du festival MTV Open Air : c'est la première fois qu'un DJ joue sur cette place[réf. nécessaire]. Le 7 avril 2010, il annonce une série de compilations appelées A New Dawn sous son propre label Musical Freedom.
En octobre 2010, il fait partie des DJ jouables dans le jeu vidéo DJ Hero 2. Son clip Speed Rail est d'ailleurs entièrement réalisé avec des images du jeu. En décembre 2010, Tiësto annonce la compilation Club Life.

### Derniers albums (2011–2019)
2011 est l'année de sortie de sa compilation mixée intitulée Club Life, Vol.1: Las Vegas et de sa tournée mondiale du même nom. Le 1er janvier, Tiësto commence sa résidence au Hard Rock Hotel Cafe de Las Vegas et intitulée Tiesto In Concert. Début janvier, Tiësto est élu plus grand DJ de tous les temps par le magazine Mixmag. Le 19 février, il participe à la Energy (en) en tant que tête d'affiche. Energy est le nouveau concept des créateurs de la Trance Energy. En septembre 2011, il commence une tournée nord-américaine s'intitulant Tiësto Club Life College Invasion où, le 10 octobre 2011, il joue au Home Depot Center de Las Vegas le plus grand concert d'un DJ dans l'histoire des États-Unis. Le 3 mars 2012, il revient aux Pays-Bas pour jouer une nouvelle fois à la Energy au Jaarbeurs d'Utrecht.
En 2012, il sort le deuxième volume de sa compilation Club Life qui porte le nom de Club Life, Vol. 2: Miami. S'ensuit la tournée Club Life composée d'une centaine de dates à travers la planète. C'est aussi une année très importante pour son label Musical Freedom avec le morceau Epic composé par Sandro Silva, qui devient l'un des plus gros succès de l'année 2012 en étant notamment no 1 des classements aux Pays-Bas. Cette même année, il multiplie les contrats marketing en devenant image de marque de Guess avec la collection Tiësto Guess et Skoda, pour lesquels il se produit à travers la planète pour plusieurs showcases notamment à Paris. Durant cette année 2012, il est le DJ le mieux payé d'après le magazine Forbes, ; détrôné l'année suivante par Calvin Harris, il reste second au classement du magazine économique américain.
En février 2013, il annonce la création de son propre spectacle à Las Vegas dans la nouvelle salle de concert du grand hôtel MGM, l'Hakkasan, dès le 5 mai 2013, et ce pour une durée de vingt mois. Il sera accompagné de grands noms de la musique électronique tels que Calvin Harris, deadmau5, Steve Aoki, Danny Ávila, Bingo Players, Dada Life, Hardwell, Nervo, Laidback Luke, Bob Sinclar, Tommy Trash et Michael Woods. Du 28 au 30 mars 2013, après avoir fait des tournées à travers toute la planète depuis le début de sa carrière, il fait pour la première fois une tournée indienne en passant respectivement par Bombay, Bangalore et New Delhi. Sa compilation annuelle Club Life Volume 3 Stockholm est annoncée pour le 11 juin 2013 sur le site d'écoute de musique Spotify, en téléchargement légal le 18 juin 2013 et en CD le 25 juin 2013. Cette compilation mixée est la finition d'une nouvelle tournée mondiale.
Le 16 juin 2014, Tiësto sort son 6e album A Town Called Paradise (en). Composé de quatorze nouveaux titres, il rassemble les singles Red Lights, Wasted et Light Years Away. Il est chaleureusement accueilli à l'international en se classant notamment 9e au Canada, ou encore 18e au Billboard aux États-Unis. En décembre de la même année, il dévoile dans le parc de loisirs Efteling son mix pour l'Aquanura Show.
Le 8 février 2015, au Staples Center de Los Angeles, lors de la 57e cérémonie des Grammy Awards, Tiësto est récompensé pour la première fois de sa carrière par les Grammy pour sa réorchestration (Tiësto's Birthday Treatment Remix) du titre de John Legend All Of Me. Après un passage largement salué à l'Ultra Music Festival de Miami, il annonce un nouveau volume de Club Life, qui s'intitule Club Life, Vol. 4 - New York City, et sort au printemps 2015. Sur ce nouvel album compilé, le natif de Bréda collabore avec divers artistes, afin de produire des titres tels que Secrets ou The Only Way Is Up. Lors de son set au Tomorrowland Festival 2015, il dévoile une collaboration avec son compatriote Don Diablo, intitulée Chemicals, et une autre avec les Américains The Chainsmokers, Split (Only U). Quelques semaines après, à l'Amsterdam Dance Event, il joue avec Oliver Heldens pour la première fois le morceau Wombass, qui atteint après sa sortie, la tête du classement Beatport, et avec Tony Junior Get Down, dernier single produit par Tiësto avant la fin de l'année.
En 2016, il renouvelle son contrat au MGM Grand de Las Vegas et apparaît désormais également au Wet Republic et non plus au seul Hakkasan. Il fait par ailleurs sa première participation au festival néerlandais The Flying Dutch, et se joint à Hardwell lors de la fête du Roi pour animer leur ville natale de Bréda. À l'Electric Daisy Carnival de Las Vegas, il dévoile sa nouvelle collaboration avec John Legend, Summer Nights.

### Années 2020
En 2020, il propose un remix de Resilient avec Aitana et Katy Perry.

## Autres activités musicales et matériel
Au cours de sa carrière, Tiësto crée de nombreuses compilations : la série Magik, Forbidden Paradise, In Search of Sunrise, Nyana et Club Life. De plus, il a travaillé en collaboration avec Ferry Corsten en formant le duo Gouryella, et avec Armin van Buuren en formant le duo Alibi puis Major League.

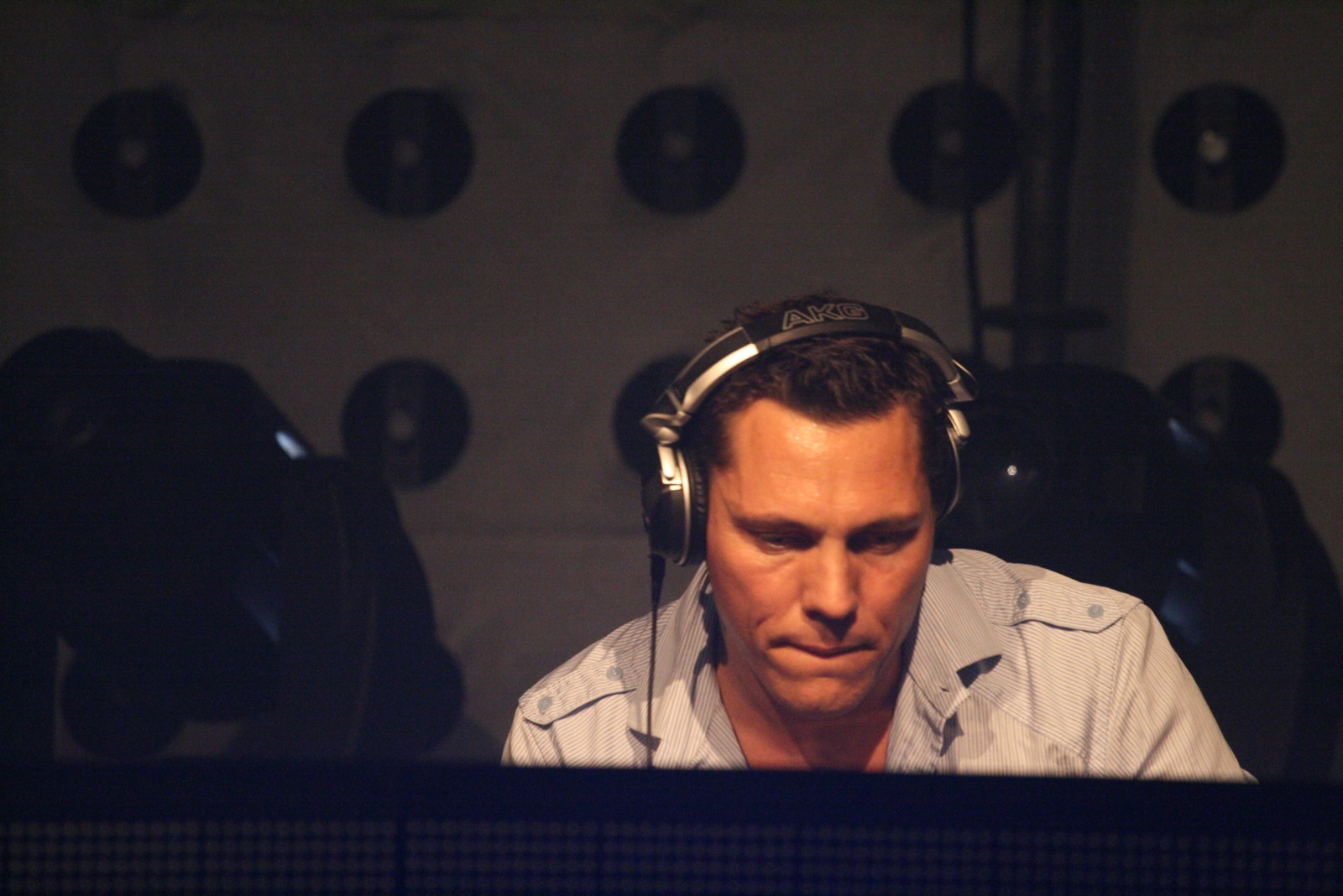
Tiësto en 2007 à l'aéroport d'Amsterdam-Schiphol, transformé en salle de concert le temps d'un soir.

Le matériel qu'utilise Tiësto dans In Concert 2 de 2004 inclut deux platines CD Pioneer CDJ 1000 (+1 en renfort soit 3 en tout), une table de mixage Xone:92 de Allen&Heath, une boîte à effet Pioneer EFX500, deux platines vinyles Technics SL-1200 MK2 et une platine CD/DVD Pioneer DVJ 1000. Durant sa tournée Elements of Life, Tiësto utilise quatre platines, trois Pioneer CDJ-1000, une platine CD/DVD Pioneer DVJ 1000 et une table de mixage Pioneer DJM-800. Aujourd'hui[Quand ?], il utilise les platines mise en place par les promoteurs, que ce soit en club, en festival ou en concert. Il s'agit toujours des dernières générations de platines Pioneer, étant la norme dans le monde des DJ. En matière de casque, il a son propre modèle avec AKG. Il existe trois modèles de casque sous son nom : K67, K167 et K267.

## Discographie
| Album                                                | Meilleure position | Meilleure position | Meilleure position | Meilleure position | Meilleure position | Meilleure position | Meilleure position | Meilleure position | Meilleure position | Meilleure position | Meilleure position | Meilleure position | Meilleure position | Meilleure position | Meilleure position | Meilleure position | Meilleure position | Certifications                   | Certifications |
| Album                                                | Pays-Bas           | Royaume-Uni        | Belgique           | Allemagne          | Grèce              | Irlande            | Hongrie            | Finlande           | Norvège            | Autriche           | Canada ,           | Suisse             | Pologne            | Danemark           | Mexique            | États-Unis         | Australie          | Certifications                   | Certifications |
| Albums studio                                        |                    |                    |                    |                    |                    |                    |                    |                    |                    |                    |                    |                    |                    |                    |                    |                    |                    |                                  |                |
| In My Memory 15 avril 2001                           | 25                 | —                  | —                  | —                  | —                  | —                  | —                  | —                  | —                  | —                  | —                  | —                  | —                  | —                  | —                  | —                  | —                  | NVPI · Or (2006)                 |                |
| Just Be 6 avril 2004                                 | 1                  | 54                 | 2                  | 51                 | —                  | —                  | 21                 | —                  | —                  | —                  | —                  | —                  | —                  | —                  | —                  | —                  | —                  | NVPI · Or (2004)                 |                |
| Elements of Life 16 avril 2007                       | 1                  | 14                 | 3                  | 62                 | —                  | 5                  | 3                  | 40                 | 26                 | 44                 | 24                 | 77                 | —                  | —                  | 13                 | 71                 | —                  | NVPI / IFPI / MAHASz · Or (2007) |                |
| Kaleidoscope 6 octobre 2009                          | 2                  | 20                 | 13                 | 61                 | 11                 | 5                  | 25                 | —                  | 29                 | 49                 | 6                  | 73                 | 26                 | 27                 | 5                  | 59                 | 31                 | CRIA · Or (2010)                 |                |
| Kiss From The Past (sous Allure) 13 juin 2011        | —                  | —                  | —                  | —                  | —                  | —                  | —                  | —                  | —                  | —                  | —                  | —                  | —                  | —                  | —                  | —                  | —                  |                                  |                |
| A Town Called Paradise (en) 16 juin 2014             | 11                 | 22                 | 26                 | —                  | —                  | 22                 | —                  | 36                 | 14                 | 22                 | 9                  | 12                 | —                  | 33                 | —                  | 18                 | 18                 |                                  |                |
| Albums de remixes                                    |                    |                    |                    |                    |                    |                    |                    |                    |                    |                    |                    |                    |                    |                    |                    |                    |                    |                                  |                |
| Just Be: Remixed 7 février 2006                      | —                  | —                  | —                  | —                  | —                  | —                  | —                  | —                  | —                  | —                  | —                  | —                  | —                  | —                  | —                  | —                  | —                  |                                  |                |
| Elements of Life: Remixed 28 avril 2008              | —                  | 61                 | —                  | —                  | —                  | 37                 | —                  | —                  | —                  | —                  | —                  | —                  | —                  | —                  | —                  | —                  | —                  |                                  |                |
| Kaleidoscope: Remixed 31 août 2010                   | 37                 | —                  | 38                 | —                  | —                  | —                  | —                  | —                  | —                  | —                  | —                  | —                  | —                  | 37                 | —                  | —                  | —                  |                                  |                |
| Compilations                                         |                    |                    |                    |                    |                    |                    |                    |                    |                    |                    |                    |                    |                    |                    |                    |                    |                    |                                  |                |
| Parade of the Athletes[A] 7 septembre 2004           | 4                  | —                  | 18                 | 85                 | —                  | —                  | —                  | —                  | —                  | —                  | —                  | —                  | —                  | —                  | —                  | —                  | —                  | NVPI · Or (2005)                 |                |
| Perfect Remixes Vol. 3 22 février 2005               | —                  | —                  | —                  | —                  | —                  | —                  | —                  | —                  | —                  | —                  | —                  | —                  | —                  | —                  | —                  | —                  | —                  |                                  |                |
| Best of System F & Gouryella (Part 1) 4 juillet 2005 | —                  | —                  | —                  | —                  | —                  | —                  | —                  | —                  | —                  | —                  | —                  | —                  | —                  | —                  | —                  | —                  | —                  |                                  |                |
| Best of System F & Gouryella (Part 2) 1er mai 2006   | —                  | —                  | —                  | —                  | —                  | —                  | —                  | —                  | —                  | —                  | —                  | —                  | —                  | —                  | —                  | —                  | —                  |                                  |                |
| Kamaya Painters: The Collected Works 21 avril 2008   | —                  | —                  | —                  | —                  | —                  | —                  | —                  | —                  | —                  | —                  | —                  | —                  | —                  | —                  | —                  | —                  | —                  |                                  |                |
| Magikal Journey 17 mai 2010                          | 11                 | 27                 | 2                  | 58                 | 5                  | 7                  | —                  | —                  | 15                 | 39                 | 11                 | —                  | —                  | 31                 | 46                 | —                  | —                  |                                  |                |
| Club Life: Volume One Las Vegas 5 avril 2011         | —                  | —                  | —                  | 70                 | —                  | —                  | —                  | —                  | —                  | 50                 | —                  | 13                 | —                  | —                  | 27                 | —                  | —                  |                                  |                |
| Club Life: Volume Two Miami 21 avril 2012            | —                  | —                  | —                  | 3                  | —                  | —                  | —                  | —                  | —                  | 9                  | —                  | —                  | —                  | 61                 | —                  | —                  | —                  |                                  |                |
| Club Life: Volume Three Stockholm 18 juin 2013       | —                  | —                  | —                  | —                  | —                  | —                  | —                  | —                  | —                  | 69                 | —                  | —                  | —                  | 36                 | —                  | —                  | —                  |                                  |                |
| Club Life: Volume Four New York City 22 mai 2015     | —                  | —                  | —                  | —                  | —                  | —                  | —                  | —                  | 29                 | —                  | —                  | —                  | —                  | —                  | —                  | —                  | —                  |                                  |                |

## Culture populaire
Cette section ne s'appuie pas, ou pas assez, sur des sources secondaires ou tertiaires indépendantes du sujet. Le texte peut contenir des analyses inexactes ou inédites de sources primaires.
Pour l'améliorer, ajoutez-en, ou placez des modèles {{Source secondaire souhaitée}} ou {{Source secondaire nécessaire}} sur les passages mal sourcés. (janvier 2024)

### Séries télévisées
- 2009-2014 : Vampire Diaries : Wasted
- 2010 : Melrose Place : Nouvelle Génération : Feel It In My Bones
- 2010 : EastEnders : I Will Be Here
- 2014 : Teen Wolf : Hell Yeah!
- 2014 : Hysteria : Let's Go
- 2014 : Red Band Society : Let's Go
- 2014 : Hawaii 5-0 : Let's Go
- 2018 : Tell Me a Story : Boom

### Cinéma
- 2014 : 22 Jump Street : Let's Go
- 2014 : La Nuit au musée : Le Secret des Pharaons : Let's Go
- 2015 : Pitch Perfect 2 : Let's Go
- 2015 : Vive les vacances : Let's Go
- 2015 : Sisters
- 2017 : No Way Out
- 2018 : In My Room : Adagio for Strings
- 2018 : Hôtel Transylvanie 3 : Des vacances monstrueuses : Seavolution, Wave Rider, Tear It Down

### Jeux vidéo
- 2002 FIFA World Cup : Das Glockenspiel (Tiesto Remix)
- FIFA Soccer 2004 : Rain Down on Me (Tiesto Remix)

## Distinctions
- Meilleur DJ du monde de 2002, 2003 et 2004 par DJ Magazine
- Meilleur DJ de tous les temps en 2013 par DJ Magazine
- Best Remixed Recording, Non-Classical à la 57e cérémonie des Grammy Awards
- Meilleur DJ du monde par le Mixmag chaque année depuis 2008.